# Pretoria West
Pretoria West est un quartier populaire et commercial situé à l'ouest du centre-ville historique de Pretoria, en Afrique du Sud. Son artère principale est l'historique church street (sections WF Nkomo). Le cimetière historique de la ville (comprenant le Heroes' Acre) est situé dans sa partie ouest et accueille notamment les dépouilles de nombreux combattants de la seconde guerre des Boers, de Paul Kruger et de Hendrik Verwoerd. L'essentiel du quartier alterne zones commerciales et petites maisons aux toits en tôles ondulées du début du 20e siècle.

## Démographie
Selon le recensement de 2011, Pretoria West comprend plus de 11 535 résidents, principalement issu de la communauté noire (72,52 %). Les blancs, majoritaires dans l'ensemble de la ville, représentent 16,84 % des habitants tandis que les Coloureds et les indiens représentent un peu plus de 10 % des résidents.
Linguistiquement très diversifié, les habitants sont à 16,83 % de langue maternelle afrikaans, à 15,06 % de langue maternelle anglaise ou encore à 9,95% de langue maternelle Sepedi.

## Historique
Le faubourg de Pretoria West a été créé en 1892 et incorporé à la ville de Pretoria.

## Politique
Le quartier est dominé par le Congrès national africain (ANC).
Lors des élections générales sud-africaines de 2014, dans la circonscription se partageant Pretoria West (nord ouest, centre et sud) et Pretoria Townlands (au sud), l'ANC a remporté de 41,19 % des suffrages contre 36,72 % à l'Alliance démocratique (DA) et 14,28 % aux Economic Freedom Fighters (EFF). Dans celle partagée entre le nord-est de Pretoria West et le sud de Pretoria Ext 1, l'ANC s'est imposée avec 54,72% des voix contre 22,64 à la DA et 18,27 % aux EFF.

## Établissements scolaires
- École primaire Simon Bekker
- ABC Kleuterskool